# Stanisław Rogala
Stanisław Józef Rogala (ur. 9 października 1948 w Zreczach Chałupczańskich) – polski poeta i prozaik.
Studiował filologię polską na UMCS. Debiutował jako poeta na łamach czasopisma „Sztandar Ludu” w 1967 roku. Przez pewien czas pracował jako nauczyciel w Lublinie. Od 1975 roku był dyrektorem Ośrodka Kultury w Kielcach. Członek PZPR.

## Życiorys
Stanisław przyszedł na świat jako piąte, najmłodsze dziecko Józefa i Stanisławy. Ojca często nie było w domu, ponieważ imał się różnych zajęć by zapewnić utrzymanie rodziny, matka natomiast uprawiała dziesięć mórg niezbyt dobrej ziemi.
W 1959 roku rodzina Rogali po spaleniu się gospodarstwa zamieszkała w Kielcach. Mały Stanisław rozpoczął naukę w Szkole Podstawowej nr 10, następnie od 1962 r. w V Liceum Ogólnokształcącym im. ks. Piotra Ściegiennego. Jako licealista uczestniczył w zebraniach Klubu Literackiego „Ponidzie” w Rożnicy, należał również do koła polonistycznego, geograficznego i fotograficznego. Po zdaniu matury w 1966 roku rozpoczął studia na wydziale filologii polskiej na Uniwersytecie Marii Curie-Skłodowskiej w Lublinie na Wydziale Humanistycznym. Podczas studiów należał do Koła Polonistów oraz Studenckiego Koła Językoznawczego UMCS, był także współzałożycielem studenckiej grupy poetyckiej „Samsara”. Pracował jednocześnie jako wolontariusz w radiu studenckim oraz w prasie studenckiej. Pracę magisterską pisał pod kierunkiem prof. dr hab. Janiny Garbaczowskiej, pt. „Mój Żyrardów Pawła Hulki-Laskowskiego w kontekście prozy lat dwudziestych"
Zaraz po skończeniu studiów, w latach 1971-1975 pracował jako nauczyciel języka polskiego w Technikum Mechaniczno-Energetycznym w Lublinie. Był również kierownikiem-koordynatorem zajęć pozalekcyjnych. W 1975 roku objął stanowisko wicedyrektora Młodzieżowego Domu Kultury w Kielcach, gdzie między innymi wydawał międzyszkolne pismo „Młodzi idą”, opiekował się także literackim Klubem Młodych Twórców, organizował międzyszkolny Festiwal Kultury Młodzieży Szkolnej oraz Ogólnopolski Harcerski Festiwal Kultury Młodzieży Szkolnej. W 1980 r. rozstał się ze stanowiskiem wicedyrektora i objął posadę dyrektora Ośrodka Kultury Literackiej w Kielcach. W 1989 r. po przebytym zawale serca przeszedł na rentę, a w 1991 r. założył Agencję Wydawniczą GENS. Rok później rozpoczął współpracę z Polskim Radiem „Kielce”. Trwała ona do 2002 r. W 1996 r. obronił dysertację naukową pisarstwo Kazimierza Kowalskiego, pod kierunkiem prof. dr hab. Piotra Obrączki uzyskując tym samym stopień naukowy doktora nauk humanistycznych.
W latach 1997–2006 redagował dział Z tradycji „Świętokrzyskiego Kwartalnika Literackiego”. W 2004 roku rozpoczął współpracę z chełmską „Egerią” (rozstał się z nią w 2007 r.), „Lublinem” oraz „Dedalem” i „Ikarem”. Od 2011 opracował i wydaje kwartalnik (półrocznik) „ Nad Kamienną”. W latach 1998–2005 pracował jako wykładowca w Wyższej Szkole Biznesu i Przedsiębiorczości w Ostrowcu Świętokrzyskim. W 1995 r. związał się z Uniwersytetem Jana Kochanowskiego w Kielcach, gdzie pracował do Lutego 2015 r.

## Twórczość
Stanisław Rogala jest autorem wszechstronnym. Jego imponującym dorobek literacki (do 2015 r. opublikował 62 publikacje książkowe i ok. 150 artykułów krytyczno-literckich.

Powieści
- Modlitwa o grzech (Warszawa 1978)
- Zreczaki (Łódź 1979)
- Nocne czuwanie (Warszawa 1982)
- Piotrowe Pole (Łódź 1986)
- Chłopak zwany Kawką (Kielce 1992)
- Rodzinna ballada (Kielce 1997)
- Kakus- świętokrzyski zbój (Kielce 1997)
- Strzelcy i Sokoły (Warszawa 2002).
- Księżycowe wakacje (Kielce 2012)

Poezja: 
- Kolory Duszy (Kielce 1995)
- W zawikłanym krajobrazie świata. Laureaci Świętokrzyskiej Premiery Literackiej (Kielce 1997), współautor
- Obłaskawienie nieba (Warszawa 1999)
- Wołania za matką (Kielce 2000)
- Kręgi na wodzie (Warszawa 2005)
- Jestem z Wami (Kielce 2006)
- Tylko miłość (Kielce 2008)
- Dom pod cisami(Kielce 2011).
- Poemes - 2002
- Poezje wybrane - 2008
- Pokłon Ziemi mojej - 2010
- Kwintet szczawnicki - poemat 2010
- Trzy poematy - 2013
- Zdarzenia (liryczne) - 2013
- Idę ku ciszy- 2015

 Opowiadania:
- Ucieczki (Łódź 1984)
- Gdzie jest Siwobrody? (Staszów 1993)
- Ktoś taki jak ty (Kielce 1994)
- Marcowy śnieg (Kielce 1997).
- Nocny krzyk (2007)

Przewodniki turystyczne: 
- Chęciny- przewodnik turystyczny (Kielce 1994)
- Święty Krzyż- przewodnik turystyczny (Kielce 1994)
- Busko i okolice- przewodnik (Kielce 1996)
- Góry Świętokrzyskie. Przewodnik turystyczny (Kielce 1997)
- Spacerkiem po Busku i Solcu (Kielce 1999)
- Góry Świętokrzyskie. Krótki przewodnik fotograficzny (Kielce 2001).

Legendy:
- Opowieść o zbóju Kakusie (Kielce 1996)
- W krainie Świętego Jelenia (Kielce 2001, 2008, 2011).

Malowanki dla najmłodszych: 
- Psotnik wiatr (Kielce 1991)
- W ogrodzie (Kielce 1993)
- Milusińscy (Kielce 1994)
- Pory roku (Kielce 1994).

 Monografie i szkice literackie:
- Pod znakiem Eskulapa. Kilka sylwetek twórczych (Staszów 1996)
- Pisarstwo Kazimierza Kowalskiego (Kielce 1996)
- Kazimierz Kowalski (Opole 1997)
- Longin Jan Okoń (Kielce 1997)
- Chmielnik- miasto i gmina (Kielce 1998)
- Jerzy Korey-Krzeczowski (Kielce 1998)
- Twórczość literacka Kornela Filipowicza (Kielce 2005).
- Tadeusza Konwickiego powroty do Doliny (Kielce 2007)
- Literatura ziemi Ostrowieckiej (Kielce 2014)
- Pisarstwo Alfreda Siateckiego (Zielona Góra 2014)

Rogala jest również autorem słownika Współczesne środowisko literackie Kielecczyzny. Słownik pisarzy i badaczy literatury (Kielce 1999) oraz współautorem Pisarzy Kielecczyzny. Informator (Kielce 1981) i Parafia Chmielnik. Zarys dziejów (Kielce 2001).
Opracował i przygotował do druku (ze wstępem lub posłowiem) ok. 200 publikacji książkowych innych autorów.

## Odznaczenia i nagrody
- Złoty Krzyż Zasługi (1997)
- Srebrny Krzyż Zasługi (1986)
- Medal 40-lecia Polski Ludowej (1984)
- Brązowy Medal „Zasłużony Kulturze Gloria Artis” (2008)[1]
- Odznaka Honorowa „Zasłużony Działacz Kultury” (1980)
- Złote Odznaczenie im. Janka Krasickiego (1983)
- Srebrne Odznaczenie im. Janka Krasickiego (1980)
- Odznaka „Za zasługi dla Kielecczyzny” (1981)
- Nagroda Prezydenta miasta Kielc (1981)
- Nagroda Ministra Oświaty i Wychowania II stopnia za działalność oświatową i wychowawczą (1978)
- Nagroda Funduszu Nauki i Kultury im. Stanisława Staszica (1983)